# Zoo Buenos Aires
Koordinaten: 34° 34′ 51,5″ S, 58° 25′ 12″ W
Der Zoologische Garten Buenos Aires (spanisch: Zoológico de Buenos Aires) befand sich im Stadtteil Palermo in der argentinischen Hauptstadt Buenos Aires. Auf einer Fläche von 18 Hektar wurden dort zeitweise über 2500 Tiere aus 350 Tierarten gezeigt. Der Zoo ist seit Mitte 2016 geschlossen, weil dem privaten Besitzer die Konzession entzogen wurde, einige Tiere leben dort noch. Ab August 2018 soll hier ein Ökopark mit Forschungs- und Bildungseinrichtungen und neuen Gehegen errichtet werden.

## Geschichte

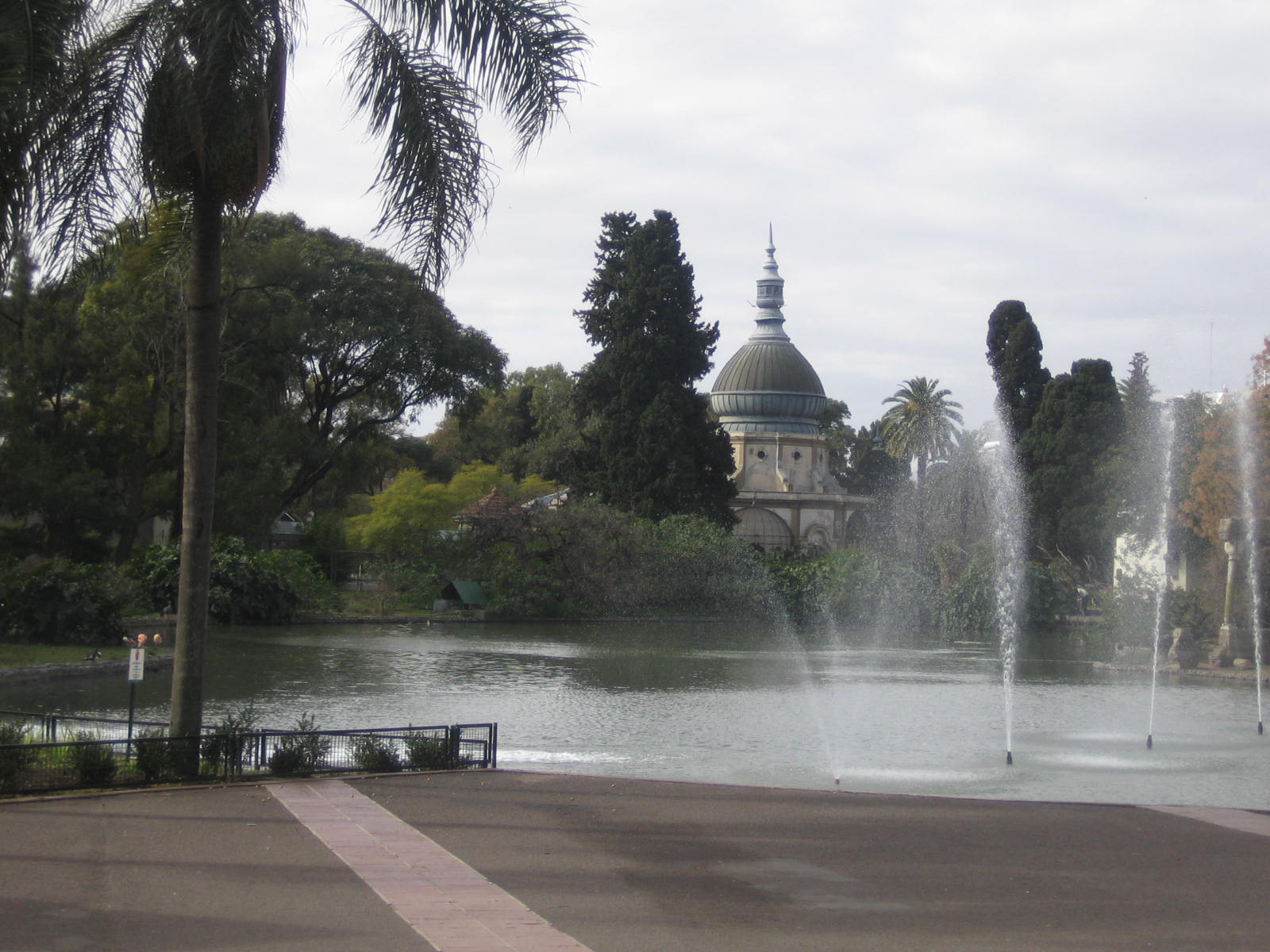
Zoologischer Garten Buenos Aires

Während der Regierungszeit von Präsident Sarmiento wurde der Parque Tres de Febrero auf einem Grundstück angelegt, das vormals Juan Manuel de Rosas gehörte. Das Projekt wurde 1874 begonnen und am 11. November 1875 wurde der Park eröffnet, schon damals mit einem kleinen Bereich für Tiere. Das Gebiet unterstand zunächst der Bundesverwaltung, 1888 wurde es an die Stadt Buenos Aires übertragen. Im gleichen Jahr gründete der damalige Bürgermeister Antonio Crespo den Zoo und trennte ihn vom restlichen Park.
Der erste Direktor war Eduardo Ladislao Holmberg. Er wurde 1888 ernannt und behielt sein Amt für 15 Jahre. Während seiner Amtszeit gestaltete Holmberg die Anlage neu und begann mit der Ausstellung der 650 Tiere, die der Zoo damals besaß. Zu dieser Zeit waren zoologische Gärten in erster Linie für die Erholung der Menschen vorgesehen, entsprechend war der Platz für Tiere beschränkter und die Parkanlagen (mit Grünflächen, Seen und Ausblicken) ausgedehnter.
1904 wurde Clemente Onelli zum Direktor ernannt. In den 20 Jahren seiner Tätigkeit wurde aus dem „Park mit Tieren“ ein zoologischer Garten. Onelli maß dem pädagogischen Aspekt große Bedeutung bei: Er bot Pony-, Elefanten- und Kamelreiten an. Schon im ersten Jahr stieg die Zahl der Besucher von 1500 auf 15.000 an.
1989 wurde Gerardo Sofovich von Carlos Menem zum „Zoologischen Koordinator“ ernannt. 1991 wurde der Zoo privatisiert, eine Erlaubnis für weitere 20 Jahre ging an die „Corporación Interamericana de Entretenimiento“. Seit 1997 ist der Zoologische Garten ein „Nationales Historisches Monument“.